# Teatro statale di Braunschweig
Il Teatro statale di Braunschweig (in tedesco Staattheater Braunschweig) è un edificio teatrale a Braunschweig, di cui il proprietario è lo stato della Bassa Sassonia.
Il teatro è costituito da tre edifici separati, la Große Haus, la Kleine Haus e Haus Drei.
Dal 2003 gli spettacoli durante la stagione estiva vengono svolti all'aperto nella Burgplatz di Braunschweig.
Nel 2017 è stata inaugurata una quarta sala, chiamata Aquarium, con annesso anche un bar, all'ultimo piano dell'edificio che ospita Haus Drei.

## Storia
L'antecedente della Große Haus, letteralmente "Grande Casa", è stato un teatro di corte voluto dal conte Antonio Ulrico nel 1690, dove oggi si trova la piazza di Hagenmarkt.
L'edificio, definito come Große Haus, fu invece costruito in stile neoclassicista dall'architetto Carl Heinrich Wilhelm Wolf e inaugurato nel 1861.

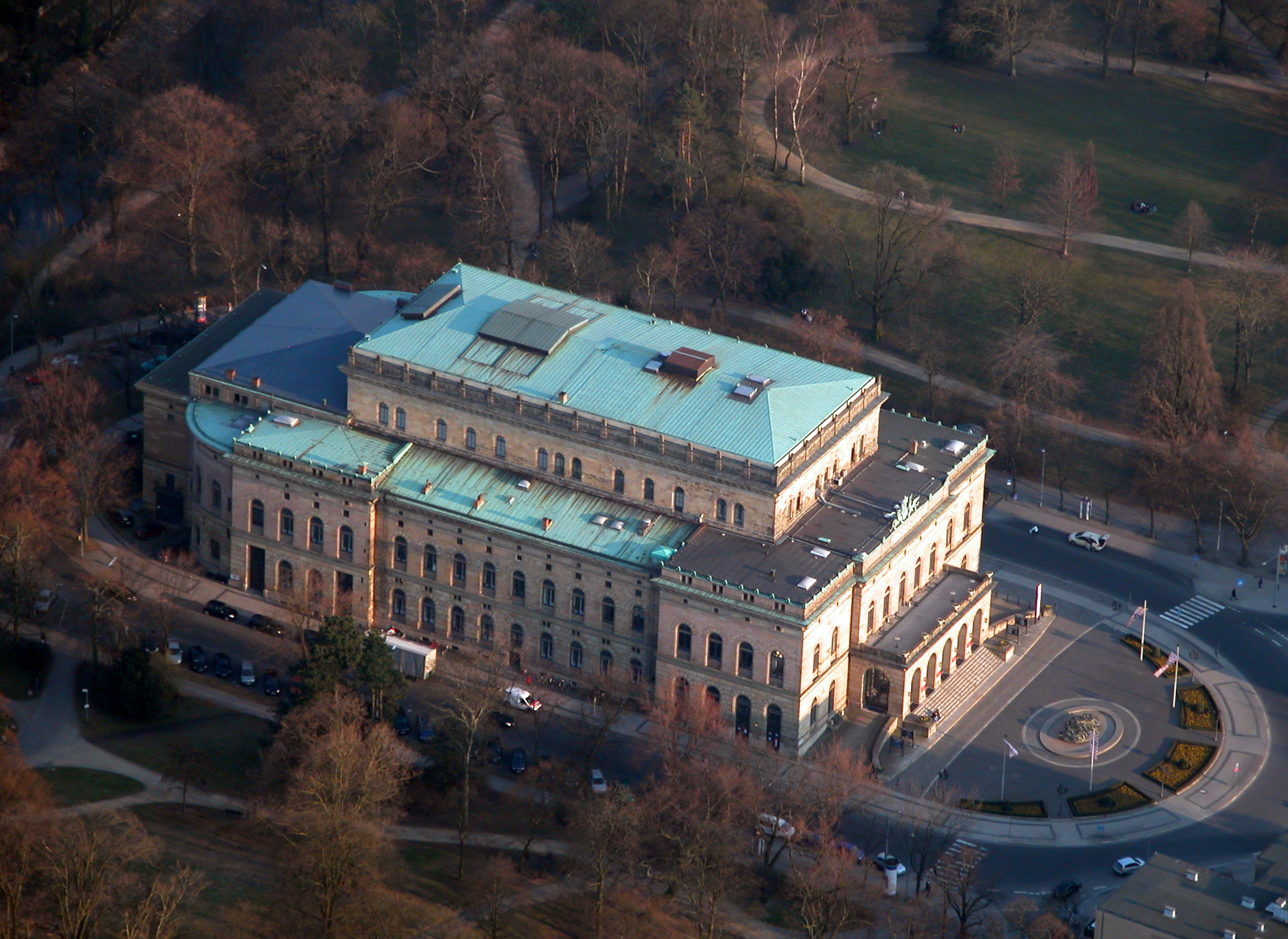
La Große Haus
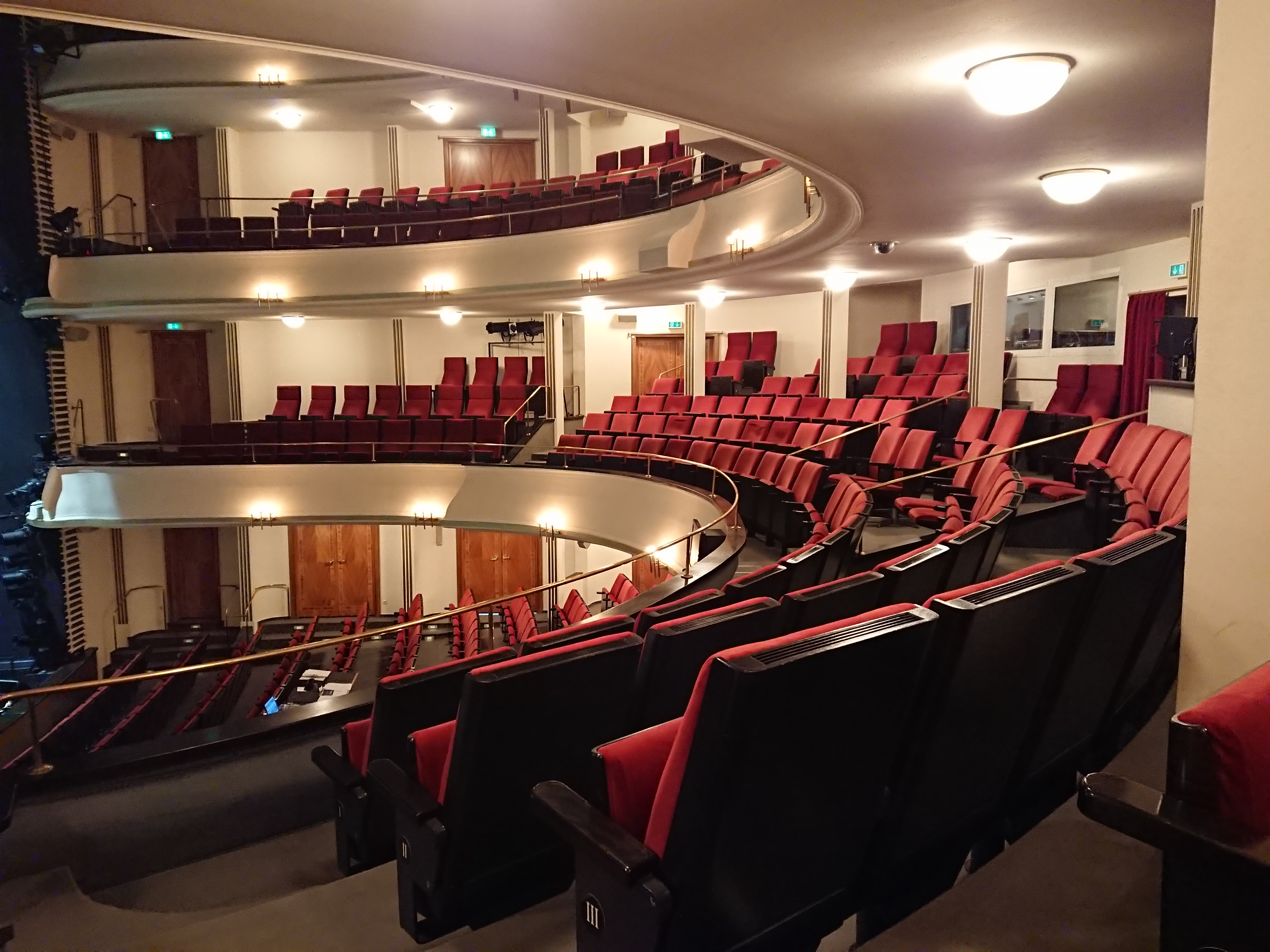
Vista dell'interno della Große Haus
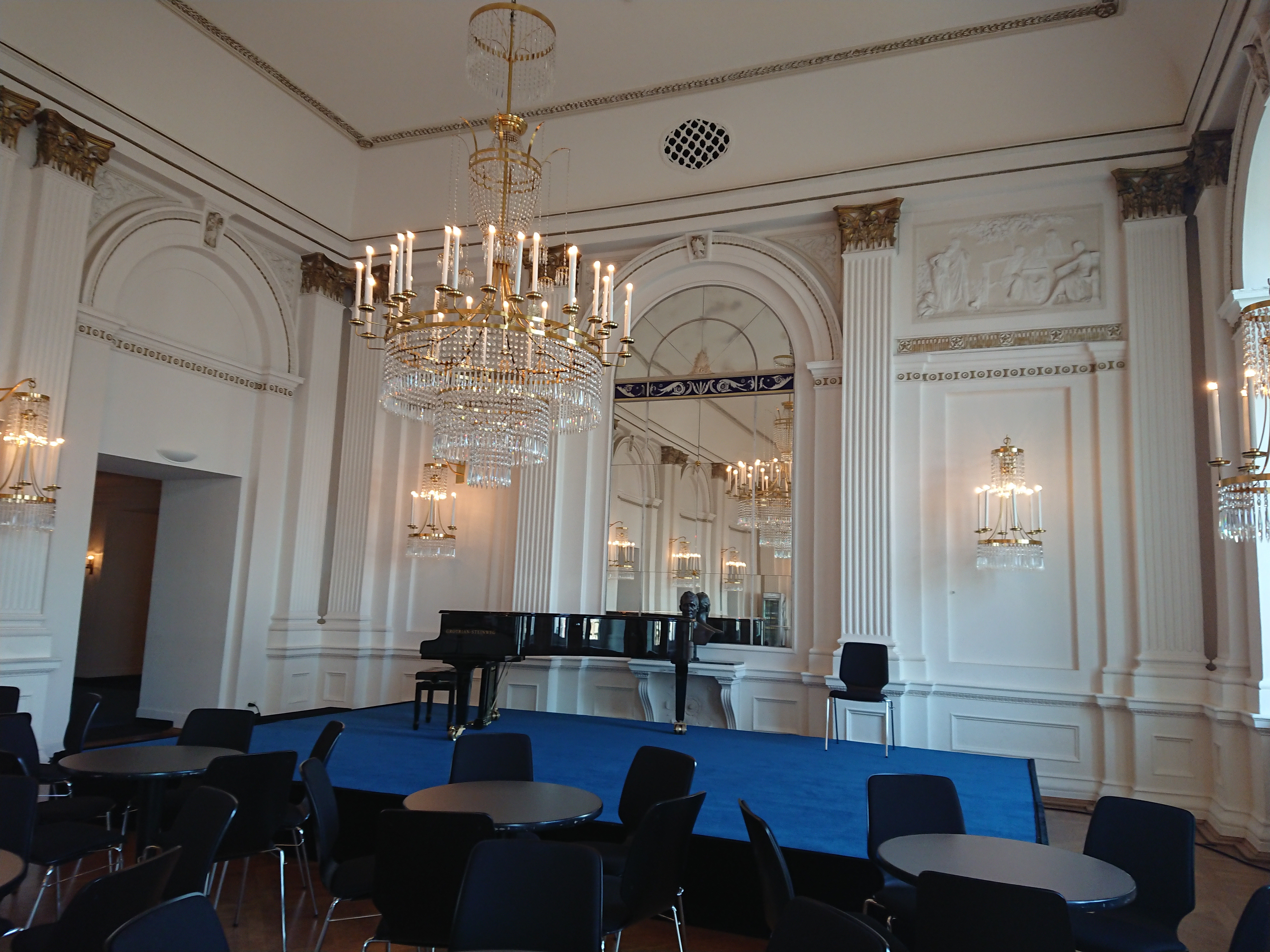
Sala Louis Spohr nella Großen Haus
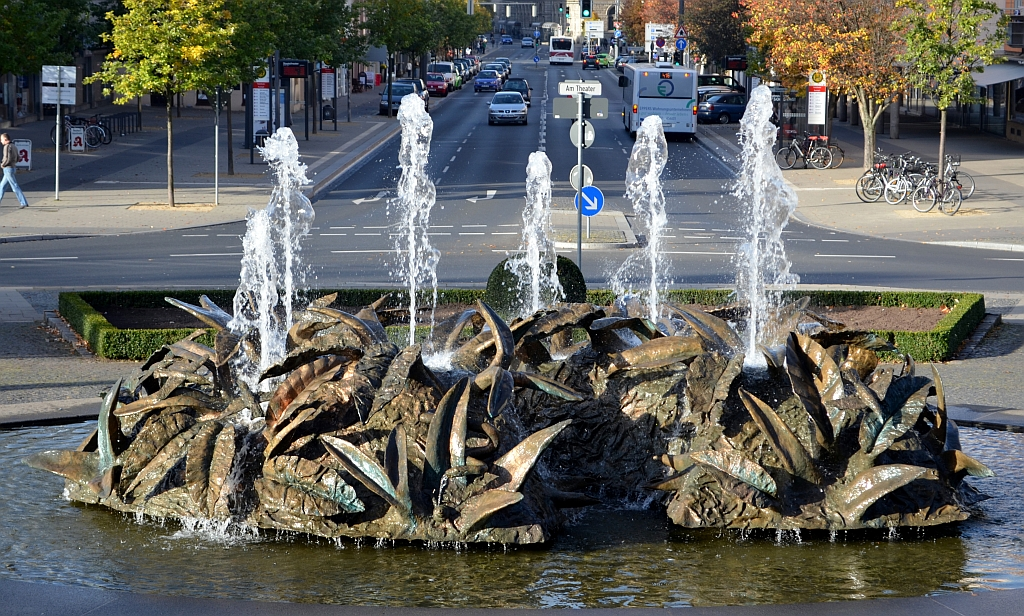
Fontana davanti all'ingresso della Große Haus